# 아프니까 청춘이다
《아프니까 청춘이다》는 대한민국의 작가인 김난도가 쓴 수필로, 2010년 12월 24일 출간되었다. 